# Ismet Eddin Khatoun
Titre
Régente de Damas
1174 – 1176
Ismet Eddin (en arabe : عصمت الدين, ʿIṣmat ad-Dīn), morte en février 1186 à Damas, est régente de l'émirat de Damas entre 1174 et 1176. Son nom de naissance est inconnu : Ismet Eddin (« pureté de la foi ») est un surnom et khatoun (« princesse ») est un titre de noblesse. 
Fille de Mu'in ad-Din Unur, régent de Damas pour la dynastie bouride, Ismet Eddin Khatoun épouse Noreddin, émir d'Alep, en 1147. Noreddin meurt en 1174 et son fils As-Salih Ismaïl al-Malik lui succède. Comme il a onze ans, Ismet Eddin assure la régence. Belle-sœur de Saladin, ce dernier l'épouse en août 1176, en présence du juriste chaféiste Charafeddin ibn Abou-Asroun et Saad Eddin Massoud ibn Ounour, frère d'Ismet Eddin. Cette union permet de maintenir l'union entre les musulmans contre les chevaliers croisés.
En 1177, Ismet Eddin Khatoun a fait construire une madrassa el-Khatouniya el-Jawaniya à Damas, dans le quartier Khadjar adh-Dhahab, qui est un important lieu d'éducation pour les juristes hanéfites pendant longtemps. Du vivant de Noreddin, elle a alloué de nombreux fonds pour la constructions d'autres madrassas et des dar al-hadith-s. Ismet Eddin fait construire deux khanqahs : l'un à Damas en 1182-83, sur les bords du Baniyas, et l'autre à Alep.
Ismet Eddin Khatoun meurt en février 1186, durant la peste qui sévit à Damas, et est enterrée au pied du mont Qasioun, dans le tombeau qu'elle avait fait construire.